# OHERIC
| Sigles de 2 caractères   |
| Sigles de 3 caractères   |
| Sigles de 4 caractères   |
| Sigles de 5 caractères   |
| ► Sigles de 6 caractères |
| Sigles de 7 caractères   |
| Sigles de 8 caractères   |

Le sigle OHERIC (Observation, Hypothèse, Expérience, Résultats, Interprétation, Conclusion) désigne la succession d’étapes d’un modèle idéalisé de démarche scientifique. Il correspond à une critique formulée à l’encontre d’une telle présentation linéaire dans l’enseignement des sciences, qui laisse de côté les errements, les tâtonnements et les fausses pistes habituellement suivies dans le cheminement réel de la recherche, parcours sinueux dans lequel la solution est progressivement construite à coups d’hypothèses fausses successivement rectifiées.

## Origine
La succession d’étapes ramassée dans le sigle OPHERIC apparaît en 1975 dans un ouvrage coordonné par Victor Host et Jean-Louis Martinand, où elle est présentée comme un "canon" de la méthode expérimentale qui n'aurait de signification qu'au titre d'une reconstitution a posteriori :
« La « méthode expérimentale », (observation, hypothèse, expérience, résultats, interprétation, conclusion) n’a de signification réelle qu'en tant que modèle d'exposition d'une recherche achevée et réussie qui, prenant conscience d'elle-même, réorganise l'ensemble de sa démarche en vue de rendre plus convaincante dans la communication aux autres son avancée vers une connaissance objective. » 
Le didacticien André Giordan transforme cette succession en un sigle dans sa thèse (1976), sigle qu'il présente et critique ensuite dans son livre Une pédagogie pour les sciences expérimentales (1978).
La même année, un ouvrage collectif réunissant sept enseignants (biologistes, physiciens, historiens des sciences et chercheurs en pédagogie) s’ouvrait sur un chapitre intitulé « "OHERIC ne répond plus ? Le naufrage de l’éducation scientifique ?" ».
Pour ces auteurs, l’usage ritualisé de cette formule révèle l’oubli de propriétés qui font les valeurs de la science comme l’état d’esprit créatif et la contestation méthodique, l’élève y étant réduit au rôle de simple exécutant ou de simple spectateur. Ils situent leur analyse dans le contexte de l’évolution des idées relatives à la nature de la science, grâce aux apports d’épistémologues tels que  Gaston Bachelard et Karl Popper (p. 7-18).
Le devenir de la formule OHERIC est cependant surprenant : lancée dans le but de dénoncer une vision figée des pratiques pédagogiques, elle a souvent été perçue comme un modèle à suivre pas à pas.

## OHERIC et Claude Bernard
Si le sigle ne se trouve pas chez le grand physiologiste Claude Bernard (1813-1878), qui a théorisé la méthode expérimentale dans son célèbre ouvrage de 1865 Introduction à l’étude de la médecine expérimentale, celui-ci résume cependant (1865, p. 54) :
« Le savant complet est celui qui embrasse à la fois la théorie et la pratique expérimentale
1. Il constate un fait ;
2. à propos de ce fait, une idée naît dans son esprit ;
3. en vue de cette idée, il raisonne, institue une expérience, en imagine et en réalise les conditions matérielles.
4. De cette expérience résultent de nouveaux phénomènes qu’il faut observer, et ainsi de suite. »

La comparaison menée par l’historien Mirko Grmek entre les écrits publiés de Claude Bernard et ses carnets de laboratoire a montré qu’il lui était arrivé de présenter ses résultats de manière reconstruite, proche du schéma OHERIC, en gommant des errances, des pistes abandonnées, des bifurcations brusques… repérables sur ses feuillets.
Claude Bernard n’a cependant pas présenté la méthode expérimentale de manière figée. Il a surtout insisté sur le rôle capital de l’emploi des hypothèses, « indispensables comme les échafaudages sont nécessaires pour construire une maison. » (1865, p. 86).
« Sans hypothèse, c’est-à-dire sans une anticipation de l’esprit sur les faits, il n’y a pas de science, et le jour de la dernière hypothèse serait le dernier jour de la science ».
L’observation initiale doit être celle d’un « phénomène imprévu » : « l'origine d'un travail original est toujours la poursuite d’un fait qui ne rentre pas dans les idées admises ».
Sa démarche réelle n’était pas linéaire : Grmek indique que face à des faits nouveaux, Claude Bernard, laissant libre cours à son imagination, inventait plusieurs hypothèses possibles et, en fonction des déductions en découlant, mettait en œuvre des expériences qui confortaient ou renversaient ses suppositions (1973, p. 64).

## Analyse critique
Les reproches majeurs formulés à l’encontre d’une procédure OHERIC concernent :
- (1) l’absence d’un problème à résoudre ;
- (2) le point de départ uniquement observationnel ;
- (3) l’absence de voies divergentes.

(1). Le sens du problème est, pour Dewey comme pour Bachelard et Popper, déterminant dans les cheminements scientifiques. "La science ne commence que s’il y a problème" (Popper, 1963). Bachelard parlait d’observation polémique (1934, p. 16), du fait qu’une observation est intéressante si elle vient heurter des connaissances établies, ou des certitudes préconçues.
(2). De nombreux auteurs ont signalé l’impossibilité d’une observation neutre, “naïve”. Pour Kant, nos observations ne sauraient être “faites au hasard et sans aucun plan tracé d’avance” (1787, p. 17).
Auguste Comte (1830, p. 55) signale que « pour se livrer à l’observation, notre esprit a besoin d’une théorie quelconque », et Darwin (1860) : « je suis convaincu que sans théorie il n’y aurait pas d’observation. ».
(3). Les faux pas, piétinements, retours en arrière, pistes suivies en parallèle… sont la règle dans les cheminements scientifiques,. Dewey indiquait en 1909 : « Chercher à multiplier les suggestions alternatives est un élément important d’une bonne activité de pensée ».
De plus, le contrôle d’une hypothèse n'est pas forcément expérimental et peut être effectué à l'aide d'observations, comme le souligne Claude Bernard :
« Cette vérification peut être obtenue tantôt à l'aide d'une nouvelle observation (...), tantôt à l'aide d'une expérience » (1865, p. 304).

## Propositions alternatives
D’autres modèles de démarches scientifiques résumés par un sigle ont été proposés, certains incluant une phase de formulation d’un problème P (OPHERIC), d’autres plaçant au point de départ de l'investigation scientifique le problème (PHERIC) ou la théorie (THEORIC). Certaines descriptions demeurent linéaires, mais des auteurs, en envisageant plusieurs hypothèses et en signalant divers cheminements possibles pour les éprouver (Develay, 1989 ; Clément, 1998) introduisent bifurcations et voies parallèles. Enfin, une proposition non linéaire tente de tenir compte de l’ensemble des paramètres en jeu en associant à un modèle buissonnant de démarche un mode d’emploi précis, l’ensemble formant un outil pédagogique dont le sens ne se perçoit qu’au-delà de la simple lecture du sigle (DiPHTeRIC).
Modèle OPHERIC
Philippe Brunet (1998) signale que le modèle OHERIC peut être éventuellement “déguisé” sous la forme OPHERIC, sans changer le cadre empirique donnant la primauté à l’observation, malgré l'apparition du P.
Modèle PHERIC
Travaillant sur les conceptions des enseignants de biologie, Maryline Coquidé (1988) rapporte qu’ils mettent en œuvre « une démarche très linéaire qui pourrait être caractérisée comme PHERIC (Problème, Hypothèse, Expérience, Résultat, Interprétation, Conclusion ; en clin d’œil à la démarche de reconstruction dénommée OHERIC)  ».
Bien que le sigle PHERIC soit attribué à Develay (1989) et à Antheaume et al. (1995) par certains auteurs, il n’apparaît pas chez ceux-ci.
Michel Develay donne comme étapes, identifiées tout autant par leur situation dans une chronologie que par l'ensemble des interactions qui les unissent en un système cohérent :
La formulation du problème - l'émission d'hypothèses - la vérification des hypothèses par la conception, la réalisation de l'expérience et l'analyse des résultats - l'interprétation des résultats.
Il met, dans son schéma un pluriel à hypothèses, et indique que leur “vérification” (terme conservé quoique reconnu impropre) conduit dans une démarche scientifique à une multitude de cheminements qui correspondront à une observation du réel, à une expérimentation, mais aussi à des recherches documentaires ou à des enquêtes.
Le schéma proposé par Pierre Antheaume, Michelle Dupont et Maurice Maurel (1995, p. 19) donne, comme « grandes étapes de la démarche scientifique » :
Formuler un problème – Émettre une ou plusieurs hypothèses – Prévoir (pour chacune) les conséquences observables – Tester chacune des hypothèses (expérimentation – confrontation des résultats aux prévisions) – Hypothèse conservée ou rejetée.
Modèle THEORIC
Pierre Clément a proposé en 1992 que le modèle OHERIC soit remplacé par THEORIC, pour marquer que la théorie et les hypothèses précèdent toujours une expérimentation et une observation.
Le modèle THEORIC place une théorie à la source de différentes hypothèses, et prévoit divers moyens de les éprouver :
Théorie, Hypothèses, Expérimentation et/ou Observations, Résultats, Interprétation, Conclusion.
Modèle et outil DiPHTeRIC
Cette proposition (Cariou, 2002) est plus élaborée : il ne s’agit pas seulement d’un sigle, mais d’un outil pédagogique composé d’un modèle de démarche et d’un mode d’emploi.
(Outil DiPHTeRIC = Modèle DiPHTeRIC + son Mode d’emploi).
Modèle DiPHTeRIC
Ce modèle simplifié et approximatif de la démarche scientifique hypothético-déductive s’appuie à la fois sur l’épistémologie et sur l’analyse du travail des scientifiques au laboratoire, sans prétendre décrire toute la réalité complexe des cheminements des chercheurs.

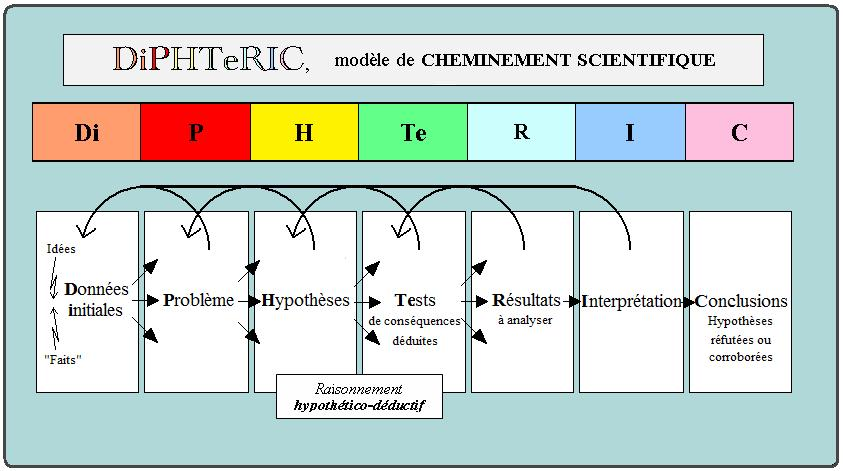
Modèle de démarche DiPHTeRIC.

Dans ce modèle, l’observation n’est qu’un élément des données initiales (Di).
Données initiales (Di) = théories, observations, représentations, croyances, obstacles, acquis antérieurs, modèles, expériences “pour voir”… Soit idées (vraies ou fausses) et “faits”.
Un problème (P) surgit souvent de faits en contradiction avec les idées : « la plupart du temps idées anciennes et faits nouveaux se frottent pour allumer la mèche d’une investigation » (Cariou, 2002).
Le problème est susceptible de conduire à diverses hypothèses (H), chacune d’entre elles pouvant donner lieu à la conception de plusieurs tests (Te) qui ne sont pas forcément expérimentaux (observation, simulation, modélisation…).
Mode d’emploi

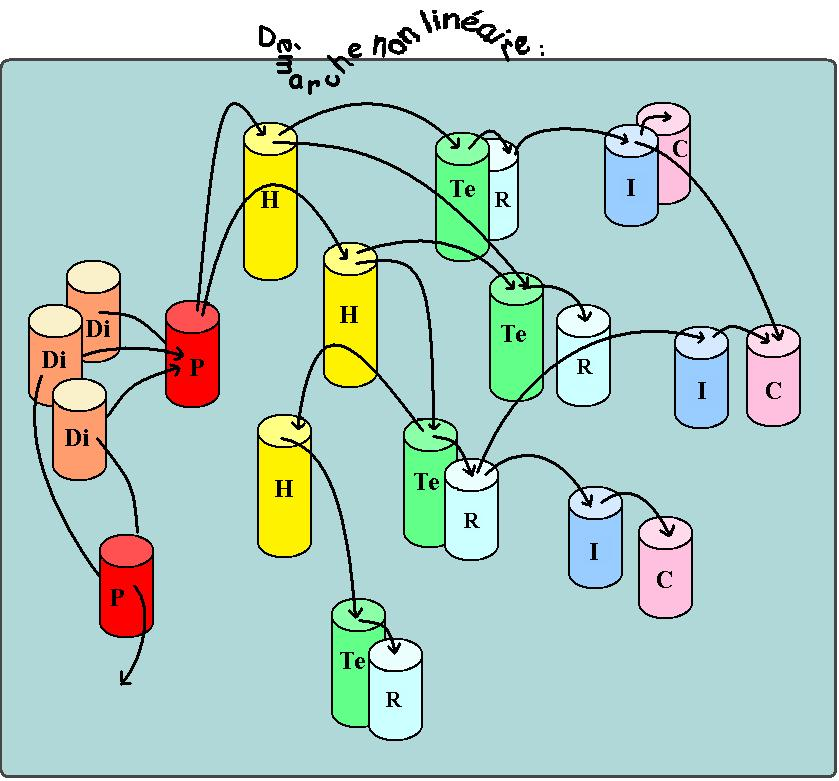
DiPHTeRIC démarche non linéaire

Cet outil est destiné aux enseignants : leur rôle est, une fois réalisée l’appropriation du problème par la classe, de veiller à un cheminement qui soit basé sur les propositions des élèves (d’hypothèses puis de tests), encouragés si nécessaire par des questions de stimulation : qu’en pensez-vous (les autres) ?, comment savoir ?, et maintenant ?...
L’outil DiPHTeRIC est en correspondance avec le « Canevas indicatif d’une séquence » défini pour l’enseignement des sciences et de la technologie au Primaire (programmes 2002), étendu au Collège dans le cadre des démarches d’investigation (Mathématiques et Sciences expérimentales : Introduction commune à l’ensemble des disciplines scientifiques, B.O. n°5 du 25 août 2005) puis au lycée (en SVT, B.O. spécial n°4 du 29 avril 2010) :

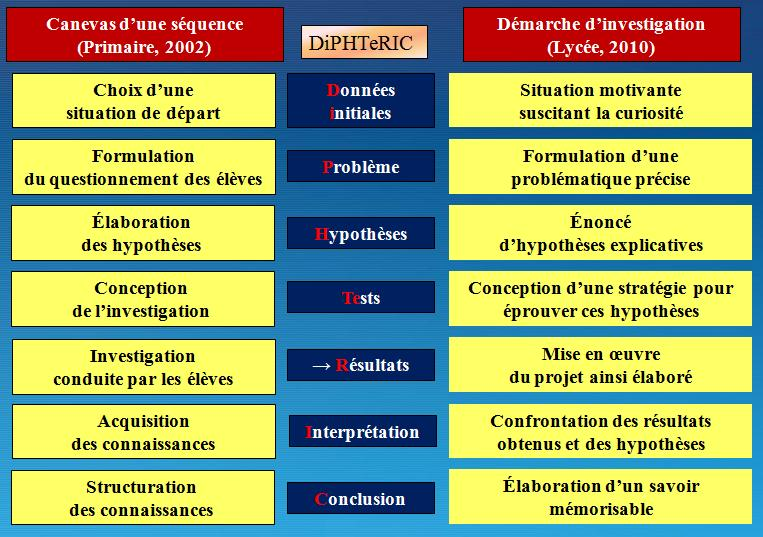
Comparaisons entre le modèle DiPTHeRIC, le canevas d'une séquence et la démarche d'investigation